# Bandō Sanjūsankasho
Le Bandō Sanjūsankasho (坂東三十三箇所) (« les trente-trois temples Bandō ») désigne une succession des trente-trois temples bouddhistes dans l'est du Japon dédiés à la déesse Kannon. Bandō est l'ancien nom de ce qui est à présent la région de Kantō, nom utilisé en la circonstance parce que les temples sont tous situés dans les préfectures de Kanagawa, Saitama, Tokyo, Gunma, Ibaraki, Tochigi et Chiba. Comme c'est le cas avec tous ces circuits, chaque site a un rang et les pèlerins croient que la visite de tous les temples dans un ordre déterminé est un acte de grand mérite religieux.
Créé par Minamoto no Yoritomo et son fils Sanetomo, le Bandō Sanjūsankasho  est juste l'un des soixante-dix circuits différents de pèlerinage Kannon existants au Japon, comprenant chacun 33 temples parce que la déesse est censée apparaître sous trente-trois manifestations différentes. Sugimoto-dera à Kamakura est le premier temple, point de départ de la route du pèlerinage. Anden-ji à Zushi est le deuxième, An'yō-in à Kamakura est le troisième, le fameux Hase-dera de Hase est le quatrième et ainsi de suite. De son point de départ à Sugimoto-dera à son point d'arrivée à Nago-dera (Chiba), le circuit parcourt plus de 1 300 km. Même si les femmes étaient autorisées à prier dans les temples individuels, le circuit est à l'origine réservé aux pèlerins de sexe masculin. Cependant, la plupart des pèlerins sont à présent des femmes. Les pèlerins laissent derrière eux un bout de papier ou un autocollant comme preuve de leur visite, et beaucoup de ceux-ci peuvent être vus collés sur les murs et les piliers des temples.

## Les 33 temples  de la route du pèlerinage Bandō Sanjūsankasho
| n°. | Nom du temple | Honzon                 | Municipalité         | Préfecture | Image                                |
| --- | ------------- | ---------------------- | -------------------- | ---------- | ------------------------------------ |
| 01  | Sugimoto-dera | Jūichimen Kannon       | Kamakura             | Kanagawa   | Sugimoto-dera                        |
| 02  | Ganden-ji     | Jūichimen Kannon       | Zushi                | Kanagawa   | Ganden-ji                            |
| 03  | An'yō-in      | Senju Kannon           | Kamakura             | Kanagawa   | An'yō-in                             |
| 04  | Hase-dera     | Jūichimen Kannon       | Kamakura             | Kanagawa   | Hase-dera (Kamakura)                 |
| 05  | Shōfuku-ji    | Jūichimen Kannon       | Odawara              | Kanagawa   | Shōfuku-ji (Odawara)                 |
| 06  | Hase-dera     | Jūichimen Kannon       | Atsugi               | Kanagawa   | Hase-dera (Atsugi)                   |
| 07  | Kōmyō-ji      | Avalokiteśvara         | Hiratsuka            | Kanagawa   | Kōmyō-ji (Hiratsuka)                 |
| 08  | Shōkoku-ji    | Avalokiteśvara         | Zama                 | Kanagawa   | Shōkoku-ji (Zama)                    |
| 09  | Jikō-ji       | Senju Kannon           | Tokigawa             | Saitama    | Jikō-ji (Tokigawa)                   |
| 10  | Shōbō-ji      | Senju Kannon           | Higashimatsuyama     | Saitama    | Shōbō-ji (Higashimatsuyama, Saitama) |
| 11  | Anraku-ji     | Avalokiteśvara         | Yoshimi              | Saitama    | Sans photo prochainement             |
| 12  | Jion-ji       | Senju Kannon           | Iwatsuki-ku, Saitama | Saitama    | Jionji (Iwatsuki-ku, Saitama)        |
| 13  | Sensō-ji      | Avalokiteśvara         | Taitō                | Tokyo      | Sensō-ji                             |
| 14  | Gumyō-ji      | Jūichimen Kannon       | Minami-ku, Yokohama  | Kanagawa   | Gumyō-ji                             |
| 15  | Chōkoku-ji    | Jūichimen Kannon       | Takasaki             | Gunma      | Chōkoku-ji                           |
| 16  | Mizusawadera  | Senju Kannon           | Shibukawa            | Gunma      | Mizusawadera                         |
| 17  | Manganji      | Senju Kannon           | Tochigi              | Tochigi    | Mangan-ji                            |
| 18  | Chūzen-ji     | Senju Kannon           | Nikkō                | Tochigi    | Chūzen-ji (Nikkō)                    |
| 19  | Ōya-ji        | Senju Kannon           | Utsunomiya           | Tochigi    | Ōya-ji                               |
| 20  | Saimyō-ji     | Jūichimen Kannon       | Mashiko              | Tochigi    | Sans photo prochainement             |
| 21  | Nichirin-ji   | Jūichimen Kannon       | Daigo                | Ibaraki    | Nichirin-ji                          |
| 22  | Satake-ji     | Jūichimen Kannon       | Hitachiōta           | Ibaraki    | Satake-ji                            |
| 23  | Shōfuku-ji    | Jūichimen Senju Kannon | Kasama               | Ibaraki    | Shōfuku-ji                           |
| 24  | Rakuhō-ji     | Avalokiteśvara         | Sakuragawa           | Ibaraki    | Rakuhō-ji                            |
| 25  | Ōmi-dō        | Senju Kannon           | Tsukuba              | Ibaraki    | Ōmi-dō                               |
| 26  | Kiyotaki-ji   | Avalokiteśvara         | Tsuchiura            | Ibaraki    | Kiyotaki-ji                          |
| 27  | Empuku-ji     | Jūichimen Kannon       | Chōshi               | Chiba      | Empuku-ji (Chōshi, Chiba)            |
| 28  | Ryushō-in     | Jūichimen Kannon       | Narira               | Chiba      | Ryushō-in                            |
| 29  | Chiba-dera    | Jūichimen Kannon       | Chūō-ku, Chiba       | Chiba      | Chiba-dera                           |
| 30  | Kōzō-ji,      | Avalokiteśvara         | Kisarazu             | Chiba      | Kōzō-ji (Kisarazu, Chiba)            |
| 31  | Kasamori-ji   | Jūichimen Kannon       | Chōnan               | Chiba      | Kasamori-ji                          |
| 32  | Kiyomizu-dera | Senju Kannon           | Isumi                | Chiba      | Kiyomizu-dera (Isumi, Chiba)         |
| 33  | Nago-dera     | Senju Kannon           | Tateyama             | Chiba      | Sans photo prochainement             |